# Tanyproctus sinuatifrons
Tanyproctus sinuatifrons är en skalbaggsart som beskrevs av Leon Fairmaire 1881. Tanyproctus sinuatifrons ingår i släktet Tanyproctus och familjen Melolonthidae. Inga underarter finns listade i Catalogue of Life.